# Banasa induta
Banasa induta är en insektsart som beskrevs av Carl Stål 1860. Banasa induta ingår i släktet Banasa och familjen bärfisar. Inga underarter finns listade i Catalogue of Life.